# Pascal Haudressy
 (décembre 2021).
Pascal Haudressy est un artiste plasticien français d'origine tatare, né en 1968 et mort en 2021.

## Biographie
Après dix années passées à l’Unesco en tant que responsable de projets culturels, - où il a notamment lancé les "Drapeaux de la Tolérance" regroupant des artistes tels que Robert Rauschenberg, Gordon-Matta Clarke ou Friedensreich Hundertwasser - Pascal Haudressy décide de se consacrer à son travail artistique en 2005,. Ses œuvres font souvent appel aux nouvelles technologies.

## Expositions[3]
Expositions personnelles (Sélection 2015/2017)
- 2017
  - Heart, installation église Sainte Eustache Paris, France
  - Interstice, Abbaye de Caen, Caen, France
  - In Between, Irène Laub Gallery, Bruxelles, Belgique
  - Water study, Ambassade de France, New-York, USA

- 2016
  - If, Cité Internationale de la Tapisserie, Aubusson, France
  - If, la nature en écho, Musée Dom Robert, Sorèze, France
- 2015
  - Noises, Louise Alexander Gallery, Porto Cervo, Italie
  - La NEF, Centre d’Art Contemporain, Fontenay-sous-Bois, France

Expositions collectives (Sélection 2012/2017)
- 2017
  - Humansbeingdigital, The Lowry, Salford, Royaume-Uni
  - Nuit Blanche, Saint-Eustache, Paris, France
  - 7 ans de création en Aubusson, Cité Internationale de la Tapisserie, Aubusson, France
  - Miroir Miroir, MUDAC, Lausanne, Suisse
  - Heart, année France-Colombie : Universidad de Bogotá, Colombie
  - Cabinet Da-End 07, Galerie Da-End, Paris, France
  - L’origine du monde numérique (en collaboration avec le LACMA), Cité internationale des arts, Paris, France
- 2016
  - A sustaining life, Waterfall Mansion, New York, USA
  - Noise, CNAM, Centre National des Arts et Métiers, Paris, France
- 2015
  - Showcase #1: Think Big, Espace Beaugrenelle, Hors les murs FIAC, Paris, France
  - La Confidentielle, Bastille Design Center, Paris, France
  - Météorite, CNAM, Centre national des arts et métiers, Paris, France
  - Ré-Emergence, Maison Populaire, Montreuil, France
  - Variation Paris Media Art Fair, Cité internationale des arts, Paris, France
- 2014
  - Metamorphosis of the virtual, année France-Chine, K11, Shanghai, Chine
- 2013
  - Turbulences 2, Fondation Boghossian, Bruxelles, Belgique
  - Borusan Museum, Istanbul, Turquie
  - Flowers, Galerie Da-End, Paris, France
  - Fondation Hyundai Art, Séoul, Corée du Sud
- 2012
  - Turbulences géométriques, Espace Culturel Louis Vuitton, Paris, France
  - Biedermann Museum, Donaueschingen, Allemagne
  - The return, The Noble House, Londres, Royaume-Uni, Biennales
- 2017
  - Némo, Biennale Internationale des Arts Numériques, le Centquatre, Paris, France
  - Busan Biennale, Sea Art Festival 2017, Busan, Corée du Sud

- 2016
  - BIAN Montréal, troisième biennale international d’art numérique de Montréal, Canada

Foires (sélection 2014/2017)
- 2018
  - Art Miami 2018,
- 2017
  - Art Brussels 2017, Irène Laub Gallery, Bruxelles, Belgique,
  - Dallas Art Fair, Louise Alexander Gallery, Dallas, USA
- 2015
  - Art Shangai 21, Feizi Gallery, Shanghai, Chine
  - Artgenève, Louise Alexander Gallery, Genève, Suisse
  - Art Brussels 2015, Feizi Gallery, Bruxelles, Belgique
- 2014
  - Art Paris Art Fair, Louise Alexander Gallery, Grand Palais, Paris, France
  - Art14, Louise Alexander Gallery, Londres, Royaume-Uni
  - Unpainted, Munich, Allemagne
  - Art International Istanbul, Istanbul, Turquie
  - Roma Contemporary Art, Rome, Italie

Prix et commandes publiques (Sélection)
- 2017
  - Commande publique pour NEMO - Biennale de Paris
- 2014
  - Lauréat - appel à création 2014, commande publique pour la Cité Internationale de la Tapisserie avec le Centre National des Arts Plastiques (CNAP), Aubusson, France
- 2011
  - Blood Lipstick, installation monumentale, docks du Havre, patrimoine mondial de l’UNESCO, Le Havre, France
  - Boots, installation pour le FRAC Nord Pas de Calais, France
- 2009
  - ArtPrize, Grand Rapids, Michigan, USA

Collections (Sélection)
- Centre National des Arts Plastiques (CNAP)
- Cité Internationale de la Tapisserie, Aubusson, France
- FRAC Nord Pas de Calais, France
- Museum Biedermann, Donaueschingen, Allemagne
- Borusan Museum, Istanbul, Turquie

Architecture (Sélection)
- 2012
  - Collaboration avec Manal Rachdi, projet «Ville suspendue» : redessiner la rue Neuve, Bruxelles, Belgique
- 2009
  - Grand prix du Concours «Détroit du Bering», collaboration avec Off
  - Architecture, Paris, France

Catalogues (Sélection)
- 2015
  - Art et numérique en résonance, Dominique Moulon, Nouvelles Editions Scala / La Maison Populaire
- 2011
  - Les nouveaux horizons de l’art, David Rosenberg, éditions Assouline
  - Pascal Haudressy, David Rosenberg, Pierre Sterckx, Jérôme Sans, éditions Skira
- 2010
  - Art game book, Histoire des arts du XXe siècle, David Rosenberg, éditions Assouline